# Lista de finalistas e vencedores do Prêmio Esso
Esta lista objetiva reunir os vencedores e indicados ao Prêmio Esso de Jornalismo

## Prêmio Esso de Fotografia

### Década de 2010
- 2011: Epitacio Pessoa do O Estado de S. Paulo pelo trabalho Violência Abortada
  - Tadeu Vilani do Zero Hora pelo trabalho A face gaúcha da miséria
  - Marcela Beltrão do Brasil Econômico pelo trabalho Balde d'água
  - Pedro Kirilos do O Globo pelo trabalho Rua Teresópolis, em Nova Friburgo
  - Eugenio Moraes do Hoje em Dia pelo trabalho Bandido se deu mal
  - Marcos Porto do Jornal de Santa Catarina pelo trabalho A dor se repete
  - Érica Dezonne do Diário do Povo pelo trabalho A guerra de uma mãe contra o vício
  - Artur Moser do Jornal de Santa Catarina pelo trabalho Alívio no asfalto
  - Ricardo Chaves do Zero Hora pelo trabalho Vidas ausentes
  - Daniel Teixeira do O Estado de S. Paulo pelo trabalho Incêndio Favela Real Parque

- 2010: Alexandre Vieira do O Dia pelo trabalho Faroeste Carioca
  - Iano Andrade do Correio Braziliense pelo trabalho O caminho de Dunga
  - Monique Renne do Correio Braziliense pelo trabalho Praça de guerra no Buriti
  - Jessé Giotti do A Notícia pelo trabalho Emoção rumo ao Haiti
  - André Teixeira do O Globo pelo trabalho Dor e Frustração

## Prêmio Esso de Educação

### Década de 2010
- 2011: Tatiana dos Santos, Gilmar de Souza, Cleisi Soares e Arivaldo Hermes do Jornal de Santa Catarina pelo trabalho Mestre com Carinho
  - Marcos Giesteira da Revista Pátio pelo trabalho Educação rural reprovada
  - Leandro Colon do O Estado de S. Paulo pelo trabalho Cercado por Fraudes - Segundo Tempo turbina caixa e políticos do PC do B
  - Flavia Lima, Márcio Anaya e Karin Sato do Valor Econômico pelo trabalho Dividendos para a vida toda
  - Anderson Moço, Camila Monroe, Iracy Paulina, Camila Antunes, Verônica Fraidenraich, Bianca Bibiano, Rodrigo Ratier, Elisa Meireles e Paola Gentile da Nova Escola pelo trabalho 25 anos em revista: uma radiografica completa da educação brasileira

## Prêmio Esso de Informação Econômica

### Década de 2010
- 2011: David Friedlander, Leandro Modé, Fausto Macedo e Sonia Racy do O Estado de S. Paulo pelo trabalho As fraudes no banco de Silvio Santos
  - Sérgio de Sousa do Diário do Nordeste pelo trabalho O semiárido que dá certo
  - Adriana Guarda do Jornal do Commercio pelo trabalho Documento Suape 2011 - Redenção e Contradição
  - Gabriel Caprioli, Vicente Nunes, Luciano Pires, Rosana Hessel, Victor Martins, Liana Verdini, Jorge Freitas, Gustavo Henrique Braga, Cristiane Bonfanti, Larissa Garcia, Vera Batista, Vânia Cristino e Fernando Braga do Correio Braziliense pelo trabalho E agora Dilma?
  - Vicente Nunes, Luciano Pires, Rosana Hessel, Vera Batista, Marcio Pacelli, Cristiane Bonfanti, Vânia Cristino, Liana Verdini, Silvio Ribas, Victor Martins, Gustavo Henrique Braga, Rosa Falcão, Gabriel Caprioli e Ricardo Allan do Correio Braziliense pelo trabalho A nova ordem global

- 2010: Leonardo Souza, da Folha de S. Paulo pelo trabalho Sem caixa, governo segura restituições
  - Cristiano Romero e Alex Ribeiro do Valor Econômico pelo trabalho Os bastidores da crise
  - Marcos Todeschini e Alexa Salomão da Época Negócios pelo trabalho Um mergulho na nova clásse média

## Prêmio Esso de Informação Científica, Tecnológica e Ambiental

### Década de 2010
- 2011: Daniela Chiaretti do Valor Econômico pelo trabalho No topo do mundo
  - Max Milliano Melo do Correio Braziliense pelo trabalho Água em desequilíbrio
  - Vinicius Sassine do Correio Braziliense pelo trabalho A morte no berço das águas
  - Vinicius Sassine do Correio Braziliense pelo trabalho Fracassa o combate às mortes no parto
  - Leonencio Nossa e Celso Silva Sarmento do O Estado de S. Paulo pelo trabalho Rio Amazonas - Dos Andes ao Atlântico

- 2010: João Moreira Salles da Revista Piauí pelo trabalho Artur tem um problema
  - Herton Escobar do O Estado de S. Paulo pelo trabalho Cerrado: devastação avança sobre a savana brasileira
  - Flávia Junqueira do Extra pelo trabalho A vingança do Sarapuí

## Prêmio Esso de Primeira Página

### Década de 2010
- 2011: João Bosco Adelino de Almeida, Ana Dubeux, Carlos Alexandre, Marcelo Agner, Luis Tajes, Marcelo Ramos e Plácido Fernandes do Correio Braziliense pelo trabalho Eles nos envergonham... ela nos orgulha
  - João Bosco Adelino de Almeida, Ana Dubeux, Carlos Marcelo, Carlos Alexandre, Marcelo Agner, Luis Tajes, Marcelo Ramos e Maurenilson Freire do Correio Braziliense pelo trabalho O ano que não queremos reviver
  - Oscar Valporto e Morgana Miranda do Correio da Bahia pelo trabalho O iPhone 5 vem aí
  - Morgana Miranda e Sérgio Costa do Correio da Bahia pelo trabalho Crime tarja preta
  - Paulo Leandro, Evandro Veiga, Sérgio Costa, Morgana Miranda e Marcio Costa e Silva do Correio da Bahia pelo trabalho Ô meu Deus!